# Aéroport Zorg en Hoop de Paramaribo
L'aéroport de Zorg en Hoop (code IATA : ORG • code OACI : SMZO) est un aéroport d'aviation générale dans la ville de Paramaribo, au Suriname. Il est à 3 km à l'ouest de la rivière Suriname, entre les quartiers de la ville de Zorg en Hoop et de Flora.
La longueur de la piste comprend 200 m seuil déplacé sur la piste 11. L'aéroport convient aux charters et aux services réguliers avec des avions modestes, ainsi qu'aux vols en hélicoptère. L'aéroport dessert plusieurs aérodromes au sein du Suriname et, en vols charters, les Caraïbes. Le seul service international régulier est vers Georgetown, en Guyane, avec des vols opérés par Trans Guyana Airways et Gum Air avec des avions à hélices.

## Situation
Les compagnies aériennes exploitant des avions à réaction desservent Paramaribo via l'aéroport international Johan Adolf Pengel situé à 45 km au sud de la ville à Zanderij.
| \| 50 km1:13 067 000 \| Paramaribo · J. A. Pengel Paramaribo · Zorg en Hoop |
| 50 km1:13 067 000                                                           |

## Compagnies aériennes et destinations
| Compagnies           | Destinations    |
| -------------------- | --------------- |
| Gum Air              | Georgetown-Ogle |
| Trans Guyana Airways | Georgetown-Ogle |

Actualisé le 5/12/2023 

Les vols charters sont exploités par Blue Wing Airlines  et Gum Air pour qui cet aéroport est leur hub principal et leur base d'attache.